# La battaglia di Abukir
La battaglia di Abukir (La Bataille d'Aboukir) è un dipinto a olio su tela di Antoine-Jean Gros, commissionato da Gioacchino Murat e completato nel 1806. Questo quadro è un'opera di propaganda napoleonica nota per la sua attenzione ai dettagli storici e l'intensità emotiva. Si trovava al palazzo reale di Napoli nel 1808 e venne acquistato per il museo del Lussemburgo nel 1833. Dal 1835, fa parte della collezione della reggia di Versailles. Uno studio preparatorio venne completato prima della grande tela e attualmente è esposto all'istituto d'arte di Detroit. L'opera completata venne inviata da Gros al Salone del 1806.

## Contesto storico
L'opera di Gros ritrae la battaglia di Abukir, che si svolse il 25 luglio del 1799, in Egitto. La campagna d'Egitto di Napoleone, un tentativo di indebolire le rotte commerciali britanniche verso l'India, ebbe inizio nel maggio del 1798 quando egli salpò da Tolone con trecento navi e più di cinquantamila uomini. Dopo essere sbarcate in Egitto, le truppe di Napoleone vinsero delle battaglie ad Alessandria e al Cairo, stabilendo una presenza francese importante nel delta del Nilo. All'inizio di agosto del 1798, la flotta francese nella baia di Abukir fu distrutta da Orazio Nelson e dalla sua flotta di navi britanniche, il che ridusse molto l'accesso delle truppe francesi all'Europa. A metà di luglio del 1799, i britannici inviarono una flotta di forze ottomane ad Abukir che trasportava all'incirca quindicimila uomini. Dato che le difese francesi erano state distrutte l'estate precedente, gli Ottomani riuscirono ad insediarsi nell'area in tempi rapidi. Si accamparono proprio accanto alla baia, ignari che Napoleone stava avanzando dal Cairo con un esercito leggermente più piccolo.

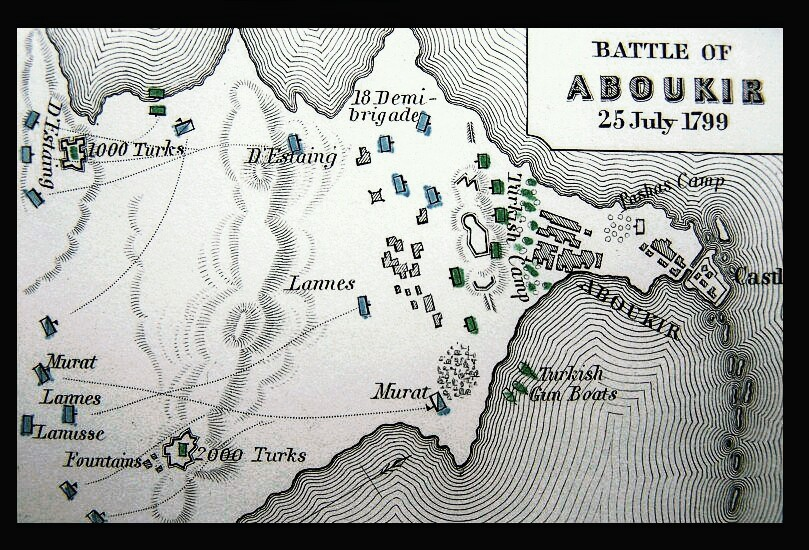
Una mappa del campo di battaglia di Abukir.

Il 24 luglio, Napoleone giunse con le sue forze e attaccò gli Ottomani il giorno seguente. I francesi gestirono con successo i loro attacchi iniziali, dato che molti soldati turchi vennero uccisi mentre provavano a decapitare i cadaveri dei loro nemici. La carica finale venne gestita da Murat, la figura principale del quadro, e dalla sua cavalleria, che inseguì e ammazzò quasi tutti i soldati che videro mentre questi fuggivano verso le loro navi.
La battaglia, una vittoria storica per i francesi, segnò l'ultima operazione militare di Napoleone Bonaparte in qualità di comandante delle forze francesi in Egitto prima del suo ritorno famigerato in Francia. Nonostante il trionfo di Abukir, Napoleone riteneva che la campagna d'Egitto fosse in una situazione di stallo. Sapendo dell'instabilità politica in Francia, egli lasciò in segreto l'Egitto qualche settimana dopo la battaglia, tornando in patria per orchestrare la sua ascesa al potere.

## Descrizione e analisi
Gros e Napoleone avevano un rapporto molto stretto, che derivava da una presentazione attraverso Giuseppina di Beauharnais nel 1796. Anche se Gros non aveva seguito Napoleone nel suo viaggio in Egitto, si occupò di tradurre in pittura molti episodi storici, come La battaglia di Nazareth. Come molte altre sue opere, La battaglia di Abukir presenta delle caratteristiche tipiche del romanticismo, concentrandosi sull'emozione intensa e la soggettività. Gros adopera una tavolozza di colori più scura: rosso, blu, giallo e marrone.

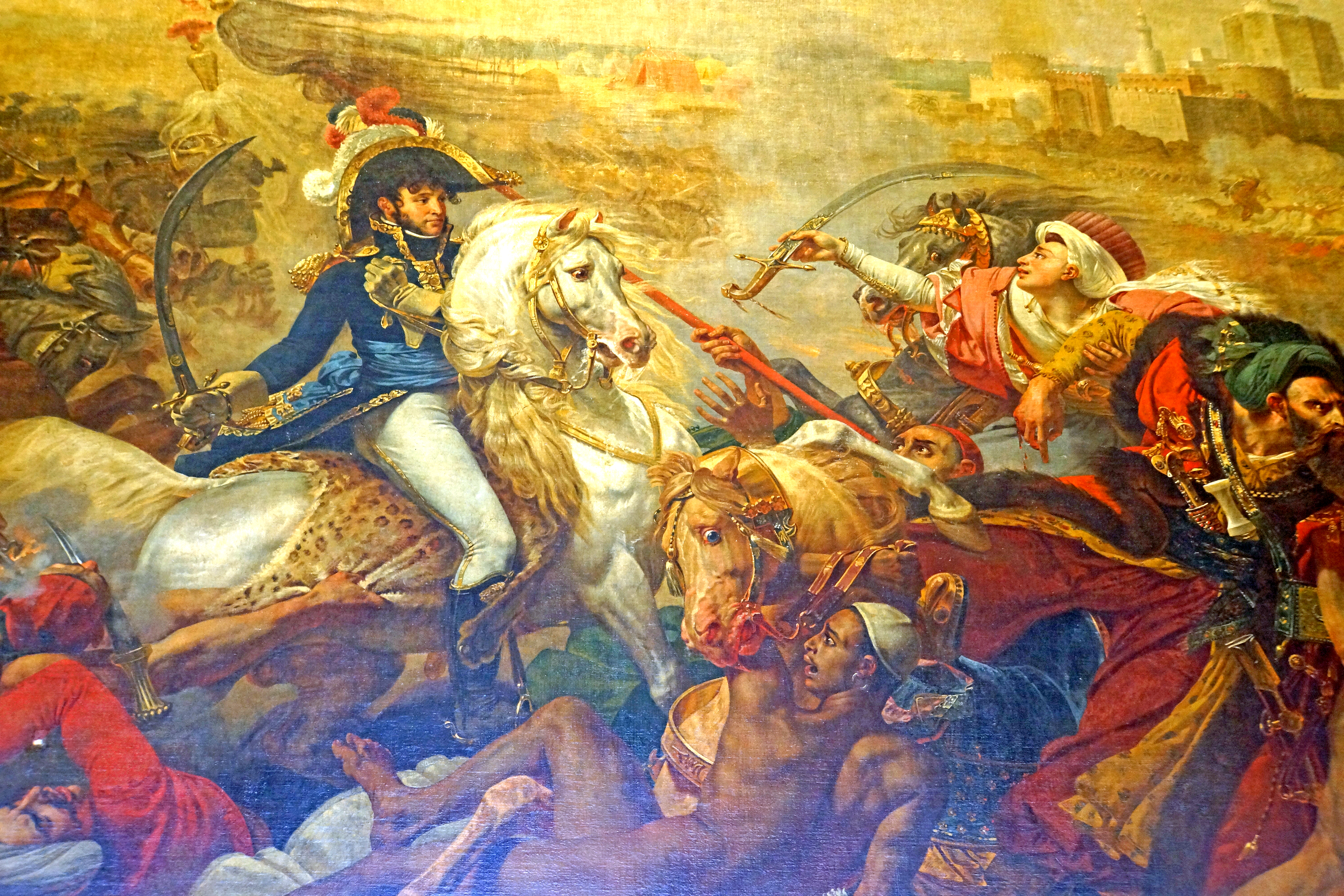
Un dettaglio delle figure di Murat e del pascià Mustafà.

La scena è un insieme di morte, di combattimenti e di vittoria. Una nuvola di polvere e fumo aleggia sulla parte superiore della tela, dove si vedono il mare e il forte in lontananza che forniscono il contesto per il luogo della battaglia. Non ci sono dei personaggi immobili: tutta l'immagine sembra essere in moto, aumentando l'effetto drammatico. Il generale Murat, illuminato e ritratto mentre conduce la battaglia a cavallo, impugna una spada nella sua mano destra e sta caricando le forze ottomane in ritirata. Sotto di lui si trova un turco schiacciato, con le braccia tese, che era sul punto di decapitare un soldato francese caduto. Un'altra decapitazione si può vedere nell'angolo in basso a sinistra, dove un turco dalle vesti rosse sta cadendo con il capo decollato di un soldato francese dentro una bisaccia legata al suo petto.
Accanto a Murat si trova il pascià Mustafà, che sembra porgere al maresciallo la sua sciabola in segno di resa. Il lato sinistro della tela è occupato dai soldati francesi, dalle uniformi blu, che sferrano degli attacchi calcolati e organizzati, mentre il lato destro ritrae le forze osmaniche, sparse e disorganizzate, che cadono o si ritirano verso la baia. I cavalli, un elemento importante del quadro, hanno delle espressioni facciali drammatiche e assumono delle posture impennate, il che aumenta il caos della situazione.
L'opera è un esempio classico di arte propagandistica napoleonica, che glorifica l'eroismo e il valore della Francia mentre brutalizza e deumanizza l'immagine degli Ottomani. Gros esagerò le caratteristiche degli Ottomani, ritraendoli con dei turbanti grandi e delle uniformi esotiche ed elaborate, a sottolineare la loro estraneità e le differenze con i francesi. I francesi, calmi e strategici, trionfano sugli Ottomani disorganizzati e brutali.
Il quadro riflette anche le inesattezze storiche della battaglia, inclusa la pratica turca di decapitare gli avversari caduti. Si dice che questa pratica abbia fatto indignare la fanteria francese, che concentrò la sua aggressività in un attacco disciplinato e decisivo che gli garantì la vittoria. Anche se la campagna in Egitto non diede molti successi, la perdita del predominio navale francese nella baia dell'estate precedente rese questa vittoria un punto di svolta importante nel ripristino del morale francese e della reputazione di Napoleone in una fase critica della sua storia. La presenza stoica e autorevole di Murat al centro del dipinto è degna di nota, in quanto ribadisce l'interpretazione di Gros dell'eroismo e del primato francesi. Nonostante Napoleone non sia davvero presente nella scena, il quadro celebra la sua guida militare e il suo splendore, rafforzando il suo ruolo crescente nella storia mondiale di allora. La battaglia viene collocata come un punto di svolta nella storia, aprendo la strada per il ritorno imminente di Napoleone in Francia e la sua incoronazione come imperatore del primo Impero francese.

## Esposizione nella Sala dell'Incoronazione

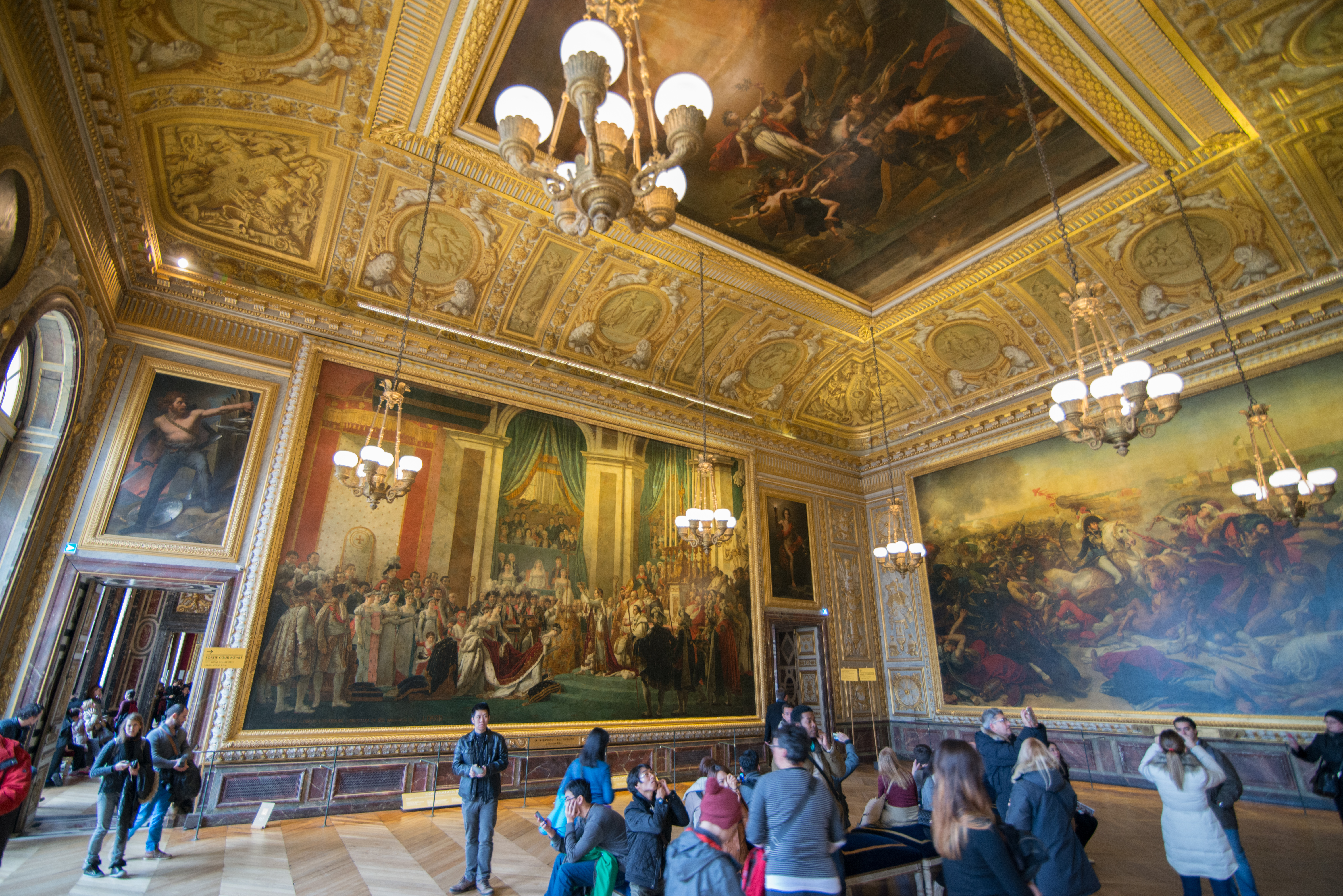
La sala dell'Incoronazione della reggia di Versailles: La battaglia di Abukir si trova nella parte destra dell'immagine.

La battaglia di Abukir è una parte importante della sala dell'Incoronazione a Versailles, che fu costruita nel 1834 per ordine di Luigi Filippo I. L'opera di Gros si allinea con lo scopo più grande della galleria di celebrare l'eredità militare e politica di Napoleone. Le altre opere nella sala, come una copia dell'Incoronazione di Napoleone e La distribuzione delle aquile di Jacques-Louis David (situate sulle pareti ovest ed est della galleria), ritraggono Napoleone come punto focale della scena per onorarlo come imperatore.
Gli studiosi sostengono che la reputazione della vittoria di Napoleone ad Abukir sia stata macchiata dal suo presunto abbandono della campagna d'Egitto per motivi personali. L'inclusione della Battaglia di Abukir nella sala dell'Incoronazione doveva essere un monito sul fatto che Napoleone aveva vinto questa battaglia gloriosa, e doveva fungere anche come opera di transizione tra il suo ruolo di comandante e il suo ruolo di imperatore.